# BLS Ce 2/4 691–692, 701, 706 und 726
| BLS-Gruppe BCFe 2/8              | BLS-Gruppe BCFe 2/8                             | BLS-Gruppe BCFe 2/8               |
| -------------------------------- | ----------------------------------------------- | --------------------------------- |
| Bauartbezeichnung:               | CFe 2/4 + BCF4 BCFe 2/8                         | CFe 2/4 + BCF4 BCFe 2/8           |
|                                  |                                                 |                                   |
| Bezeichnung:                     | GTB Ce 2/4 691 SEB Ce 2/4 701 BN Ce 2/4 726     | GTB Ce 2/4 692 EZB Ce 2/4 706     |
| Bezeichnung ab 1943–46:          | GBS BCFe 2/4 703 SEZ BCFe 2/4 701 BN Ce 2/4 705 | GBS BCFe 2/4 704 SEZ BCFe 2/4 702 |
| Hersteller:                      | SLM, SAAS                                       | SLM, SAAS                         |
| Baujahr:                         | Triebwagen: 1935 Beiwagen: 1939                 | 1938                              |
| Umbau:                           | 1946                                            | 1946                              |
| Ausmusterung:                    | 1982–1985                                       | 1982–1985                         |
| Achsformel:                      | B0’2’ ab 1946: B0’2’+2’2’                       | B0’2’ ab 1946: B0’2’+2’2’         |
| Länge über Puffer:               | 42'100 mm                                       | 42'100 mm                         |
| Gesamtradstand:                  | 38'800 mm                                       | 38'800 mm                         |
| Dienstmasse:                     | 64 t                                            | 64 t                              |
| Reibungsmasse:                   | 26 t                                            | 26 t                              |
| Höchstgeschwindigkeit:           | 100 km/h                                        | 110 km/h                          |
| Stundenleistung:                 | 294 kW (400 PS)                                 | 353 kWh (480 PS)                  |
| Anfahrzugkraft:                  | 29 kN                                           | 29 kN                             |
| Stundenzugkraft:                 | 17 kN bei 62 km/h                               | 16 kN bei 79 km/h                 |
| Trieb- und Laufrad- durchmesser: | 920 mm                                          | 920 mm                            |
| Anzahl Fahrmotoren:              | 2                                               | 2                                 |
| Übersetzungsverhältnis:          | 1 : 4,533                                       | 1 : 3,5                           |
| Sitzplätze:                      | 24+2 (1. Kl.) 110+14 (2. Kl.)                   | 24+2 (1. Kl.) 110+11 (2. Kl.)     |
| Gepäckraum:                      | 11 m²                                           | 11 m²                             |

Die Ce 2/4 691–692, 701, 706 und 726 der BLS-Gruppe, wie andere Triebwagen der BLS auch als „Blaue Pfeile“  bezeichnet, waren 1935–1938 in Betrieb gesetzte Leichttriebwagen für den Regionalverkehr. 1946–1956 wurden die Triebwagen mit ihren Beiwagen zu zweiteiligen Leichttriebzügen BCFe 2/8 zusammengefügt. Triebzug Nummer 704 war von 1982 bis 1985 bei der Oensingen-Balsthal-Bahn (OeBB) als BDe 2/8 203 im Einsatz.

## Beschaffung
Mit Leichttriebwagen wollte die BLS in den 1930er Jahren den Regionalverkehr auf der Schiene im Berner Oberland und im Gürbetal wieder attraktiv machen und die doch etwas schwerfälligen mit Lokomotiven bespannten Personenzügen soweit möglich zu ersetzen. Die neu beschafften Triebwagen wurden als Ce 2/4 bezeichnet und konnten mit einem zusätzlichen Wagen gleicher Bauart vom Typ BCF4 verlängert werden. An den Endstationen waren deshalb anfänglich auch Rangiermanöver notwendig.

## Beschreibung

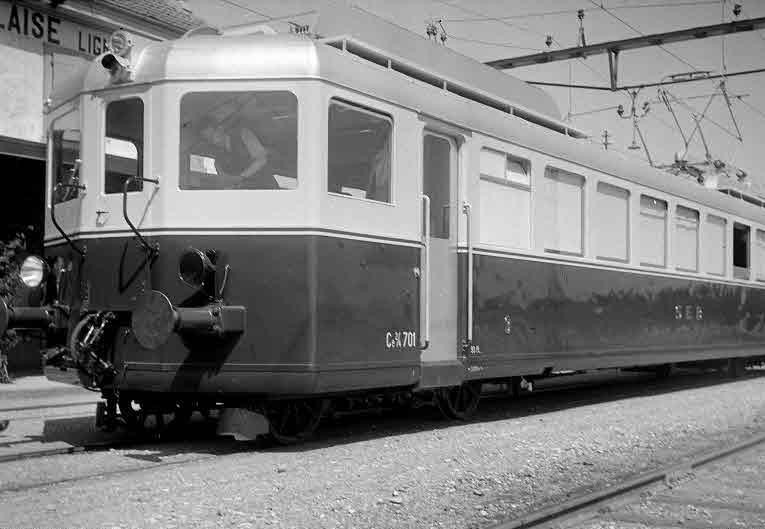
Ce 2/4 701 im Zustand der Ablieferung, 1935
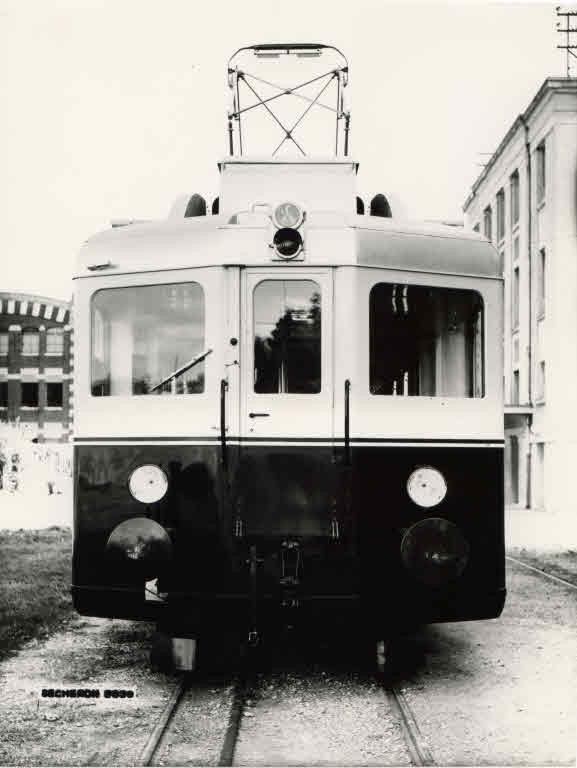
Stirnfornt des Ce 2/4 701, 1935
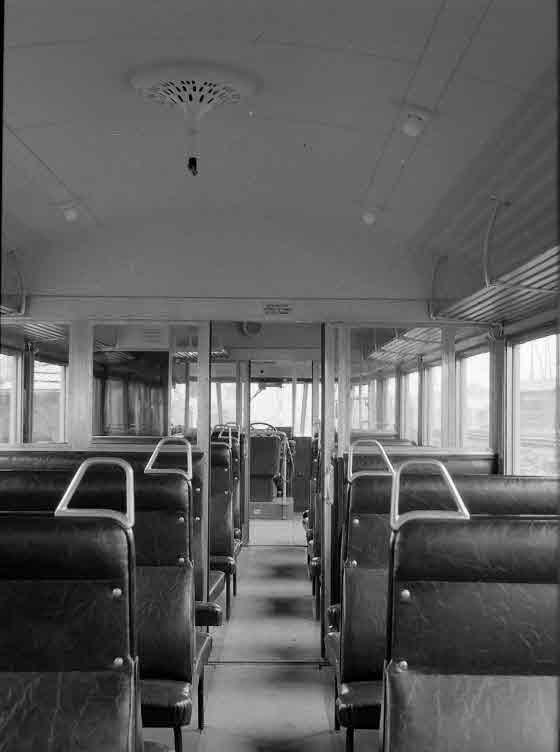
Innenansicht der damaligen 3. Klasse mit Längsgepäckträger, 1935
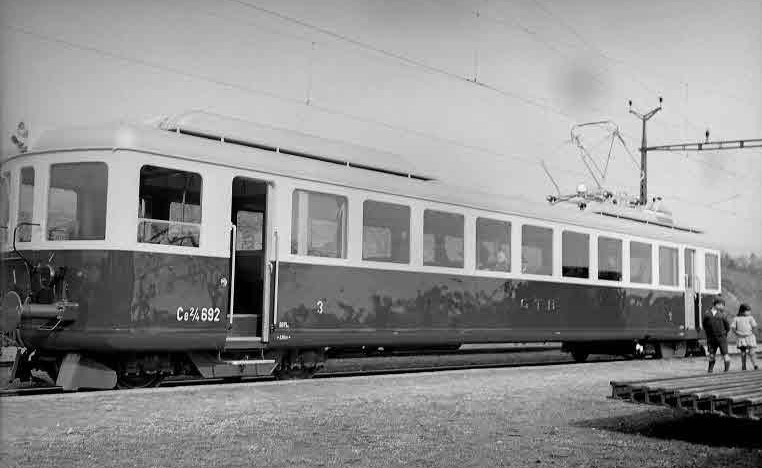
Ce 2/4 692 der zweiten Serie mit abgerundeten Stirnfront, 1938

### Mechanischer Teil
Der selbsttragende blau/crème Wagenkasten in Leichtstahlbauweise sorgte für ein geringes Gewicht. In der Stirnfront war eine Übergangstüre vorhanden. Bei den letzten beiden Triebwagen 692 und 706 wurde die Frontpartie überarbeitet und die kantigen Rundungen der bisherigen Triebwagen durch eine rundlichere Form ersetzt.
Bei den Triebwagen der ersten Serie bestanden die Drehgestelle aus einem Innenrahmen, der einfacher und leichter ausgeführt werden konnte als ein klassisches Drehgestell. Die Drehgestelle dieser beiden letzten Triebwagen bestanden aus einem geschweissten Hohlrahmen, der gekröpft war. Diese Bauart ermöglichte eine verbesserte Achslastausgleichung, weil der Wiegebalken noch etwas tiefer gelegt werden konnte. Die Duplex-Drehgestelle der Anhängewagen bestanden aus einem tiefgelegten Rahmen und Einzelrädern.
Die Sitzplatzanordnung betrug in der damaligen 2. Klasse 2+2 und in der mit einer einfachen Kunstlederpolsterung versehenen 3. Klasse 2+3. Beide in Vis-à-vis-Bestuhlung.

### Elektrischer Teil
Die elektrische Ausrüstung stammte von der Société Anonyme des Ateliers de Sécheron (SAAS) und war aus Gewichtsgründen einfach gehalten. Auf dem Dach befanden sich ein Scherenstromabnehmer, eine einfache Dachsicherung, der Transformator, eine mechanisch-pneumatische Hüpferschaltung und die Widerstände der Widerstandsbremse. Die beiden Fahrmotoren befanden sich im Drehgestell unter der elektrischen Ausrüstung und waren eigenventiliert.

## Änderungen und Umbauten

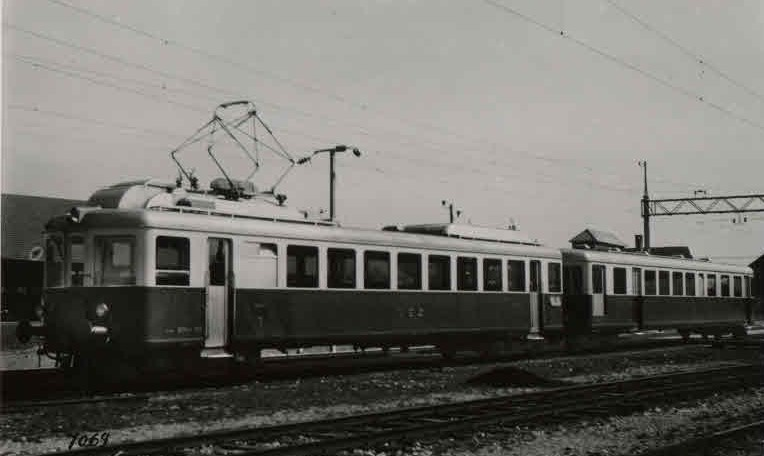
1946 wurden die Leichttriebwagen mit dem Beiwagen zu zweiteiligen Triebzügen zusammengefügt.

Die Fusionen der Spiez-Erlenbach-Bahn (SEB) und Erlenbach-Zweisimmen-Bahn (EZB) zur Spiez-Erlenbach-Zweisimmen-Bahn (SEZ) und der Gürbetalbahn (GBT) und Bern-Schwarzenburg-Bahn (BSB) zur Gürbetal-Bern-Schwarzenburg-Bahn (GBS) wurden zum Anlass genommen, die Triebwagen neu zu nummerieren.
1946 wurden die Leichttriebwagen Ce 2/4 mit den Anhängern BCF4 zu vier Leichtriebzügen zusammengefügt. Dabei entstanden die ersten zweiteiligen Blauen Pfeile, die später mit ihren Nachfolgern den grössten Teil des Regionalverkehrs der BLS-Gruppe abdeckten. Je ein Führerstand wurde vom Triebwagen in den Anhängewagen versetzt. Bei den Triebwagen der ersten Serie wurden gleichzeitig der Transformator und die Fahrmotoren verbessert und eine elektropneumatische Hüpfersteuerung mit Fern- und Vielfachsteuerung eingebaut, damit das Fahrzeug auch vom Steuerwagen bedient werden konnte. Triebwagen 703 erhielt die gleichen elektrischen Verbesserungen, blieb aber ein bis 1956 ein einteiliges Fahrzeug. Bei den 702 und 704 blieb die elektrische Ausrüstung mit Ausnahme der Fern- und Vielfachsteuerung unverändert. Allerdings wurden die SAAS-Meyfarth-Federtopfantrieb durch BBC-Federantriebe ersetzt. Bei den Anhängewagen kamen anstelle der Duplex-Drehgestelle solche von SWS zum Einsatz, wie sie bei den Leichtstahlwagen der SBB verwendet wurden.
Am 3. April 1956 kollidierte der ABDFe 2/8 705 zwischen Interlaken Ost und Interlaken West mit einem Felsblock. Der Triebwagenteil wurde daraufhin abgebrochen und der intakte Steuerwagen mit dem Triebwagen 703 verbunden. Obwohl 1960 am Steuerwagen die Initialen GBS angebracht wurden, blieb er im Eigentum der BN. Die elektrische Ausrüstung des 1956 verunfallten Triebwagens 705 wurde im Te 2/2 33 weiterverwendet.
Mit der Aufhebung der ersten Wagenklasse 1956 wurden die Triebzüge als ABDe 2/8 bezeichnet.

## Betrieb, Ausrangierungen

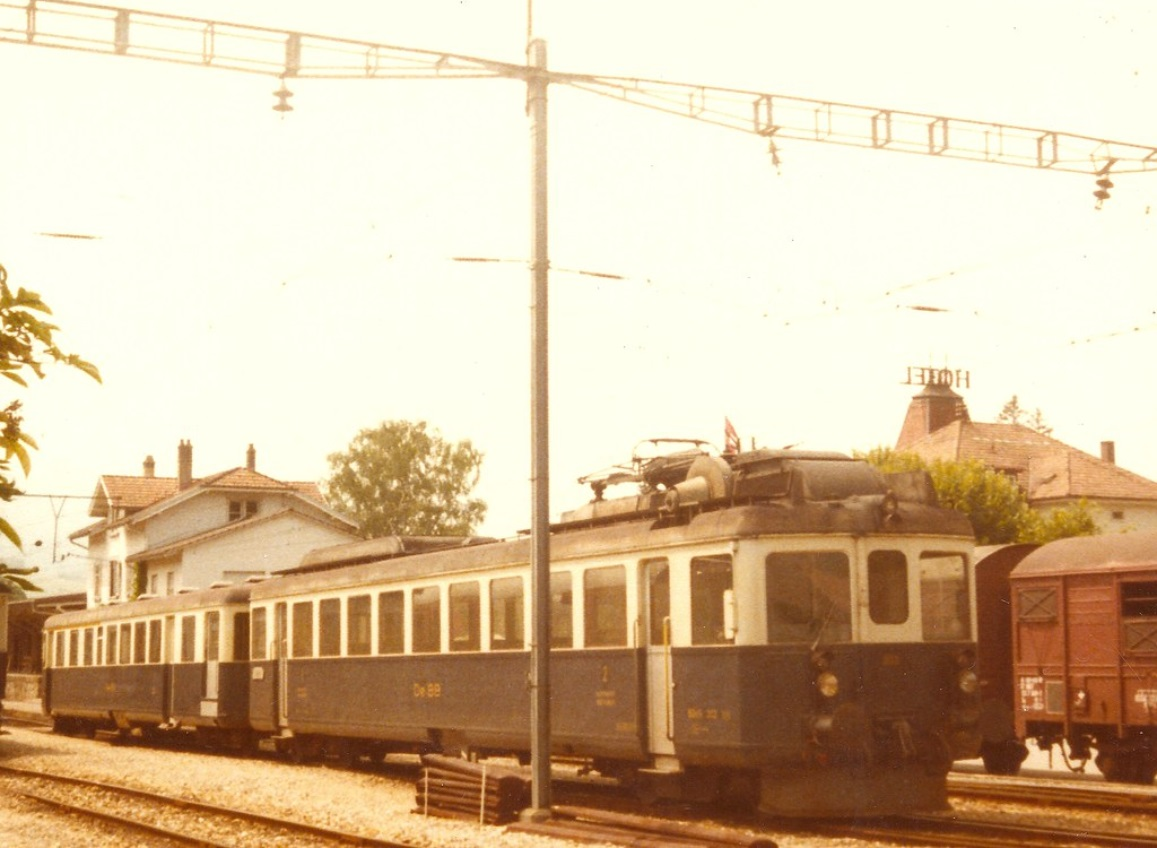
Triebwagen BDe 2/8 203 der OeBB in Balsthal

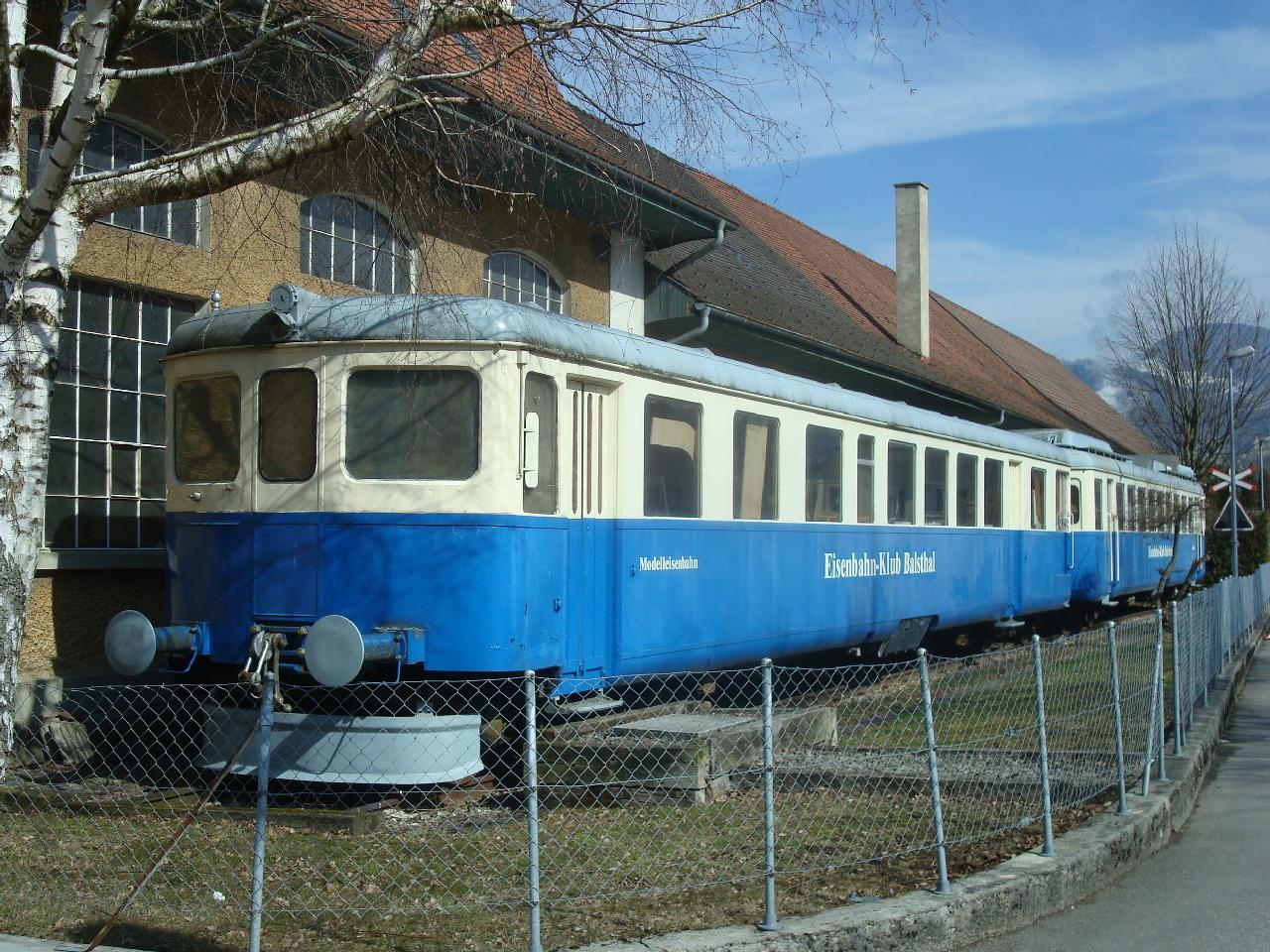
Der ehemalige BDe 2/8 der OeBB wird seit 1986 vom Eisenbahnklub Balsthal als Klublokal verwendet.

Die hauptsächlich im Simmental und im Gürbetal eingesetzten Fahrzeuge waren bei Fahrgästen und Personal schnell beliebt. Auf den Einsatz im Ausflugsverkehr hingegen verzichtete die BLS. 1955 wurde der ABFe 2/8 705 von der BN abgezogen und bei der BLS zwischen Spiez und Interlaken Ost eingesetzt.
1982 wurde Triebzug Nummer 704 von der Oensingen-Balsthal-Bahn (OeBB) übernommen, wo er bis 1985 als BDe 2/8 203 eingesetzt wurde. Ebenfalls 1982 wurde der ABDe 2/8 703 ausrangiert, ein Jahr später folgte der ABDe 2/8 702. Die Nummer 701 wurde schliesslich 1985 abgestellt.